# Rudi Garcia
Pour les articles homonymes, voir García.
Rudi Garcia, né le 20 février 1964 à Nemours (Seine-et-Marne), est un footballeur français devenu entraîneur. Il commente également certaines compétitions de football.
Rudi Garcia commence une carrière de footballeur professionnel au Lille OSC et joue ensuite au SM Caen. Il doit y mettre un terme prématurément, sur blessure. 
Garcia se reconvertit comme entraîneur dans son club formateur, l'AS Corbeil-Essonnes. Il rejoint ensuite l'AS Saint-Étienne, où il exerce plusieurs fonctions jusqu’à celle d’entraîneur de l'équipe première en 2001,  en Division 1. Il est ensuite nommé entraîneur du Dijon FCO en 2002, qu'il mène en Ligue 2. En 2007, il est recruté par le Mans UC, club de Ligue 1. Sa réussite convainc le LOSC à engager son ancien joueur. Il qualifie l'équipe lilloise en coupe d'Europe dès ses débuts et réalise le doublé « Coupe de France - Championnat de France » en 2011. 
Garcia quitte le club nordiste en 2013 et signe à l'AS Roma, en Italie. Ses deux premières saisons, terminées à la seconde place du championnat italien, sont saluées, mais il est écarté à l’issue de la troisième saison. Il fait peu après ses débuts comme consultant télévisé pour l'Euro 2016 en France. Garcia signe à l'Olympique de Marseille en 2016 et l'emmène notamment en finale de la Ligue Europa 2017-2018. En octobre 2019, il rejoint un autre club majeur français, l'lyonnais, mais en part dès mai 2021 en raison de mauvais résultats, associés à une défiance des supporters et du directeur sportif, Juninho. Il poursuit sa carrière d’entraîneur dans le club d'Al-Nassr Riyad en Arabie saoudite en 2022, puis au SSC Naples en 2023. 
En janvier 2025 il fait ses débuts au poste de sélectionneur avec l'équipe de Belgique.

## Biographie

### Enfance et formation

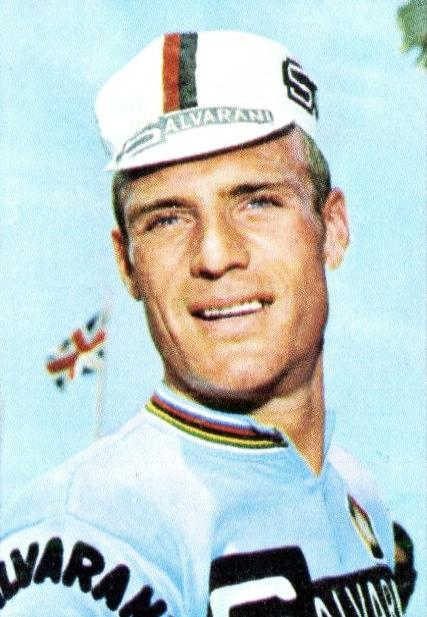
Garcia doit son prénom à Rudi Altig (ici en 1969).

Rudi Garcia est né le 20 février 1964 à Nemours. Ses parents le prénomment Rudi en référence à Rudi Altig, célèbre cycliste allemand.
Dès son plus jeune âge, Rudi Garcia vit dans le monde du football : son père José est joueur professionnel pour l'USL Dunkerque. Devenu ensuite entraîneur de l'AS Corbeil-Essonnes, José y inscrit son fils Rudi qui y évolue jusqu'au niveau cadet.
En 1979, Corbeil ne possédant pas d'équipe, Rudi part jouer en cadet national à l'ES Viry-Châtillon. On y décèle déjà des prédispositions de milieu offensif, passeur davantage que buteur. Appelé au sein de l'équipe première qui évolue en Division 3 1981-1982 dès sa première année junior, Rudi Garcia quitte le club sur une montée en Deuxième division.
Le baccalauréat D en poche, il signe, à sa majorité, au Lille OSC.

### Neuf années de joueur professionnel
Au Lille OSC, Rudi Garcia passe deux ans avec le statut de stagiaire puis quatre saisons comme joueur professionnel. Il marque son premier but sous les couleurs du LOSC le vendredi 14 décembre 1984, lors de la 20e journée de première division, au Parc des Princes contre le Paris Saint-Germain. Il marque le troisième but de son équipe qui l'emporte 2-3. Il joue environ 170[réf. nécessaire] matchs au sein du club nordiste dont il porte les couleurs jusqu'en 1988. Il y marque quatre buts à son poste de milieu offensif sous les couleurs lilloises.
À l'issue de ce long contrat lillois, il part pour Caen, promu en D1, entraîné alors par Robert Nouzaret puis par Daniel Jeandupeux. Trois ans plus tard, il a la possibilité de rester à Caen, mais il souhaite se relancer en rejoignant Martigues. Mais des blessures à répétition au dos et au genou l'obligent à mettre un terme précoce à sa carrière professionnelle à l'âge de 28 ans.
Il vit ensuite une période en retrait des terrains, entre 1992 et 1994. Il s'inscrit à l'université en vue de sa reconversion. Il obtient un DEUG et une licence en STAPS à l'université Paris-Sud XI, des brevets d’État premier et second degré d’entraîneur de football, son certificat pour diriger un centre de formation de football. Parallèlement, il travaille également pour CanalSatellite en réalisant dans un premier temps des interviews de terrain, puis par la suite en devenant un consultant en cabine.

### Carrière d'entraîneur

#### AS Corbeil-Essonnes (1995-1998)
En 1994, Rudi Garcia revient sur les terrains en tant qu'amateur à l'AS Corbeil-Essonnes en Division d'honneur. À deux mois de la fin de la première saison, il prend le rôle d'entraîneur-joueur jusqu'à la fin d'exercice suivant (1995-1996). Il se concentre ensuite uniquement au rôle de coach.
Ses trois saisons complètes sur le banc permettent au club d'obtenir un maintien, une saison en milieu de tableau et une place de deuxième donnant accès à un barrage perdu pour la montée en CFA 2.

#### Premiers pas dans l'élite avec Saint-Étienne (1998-2001)

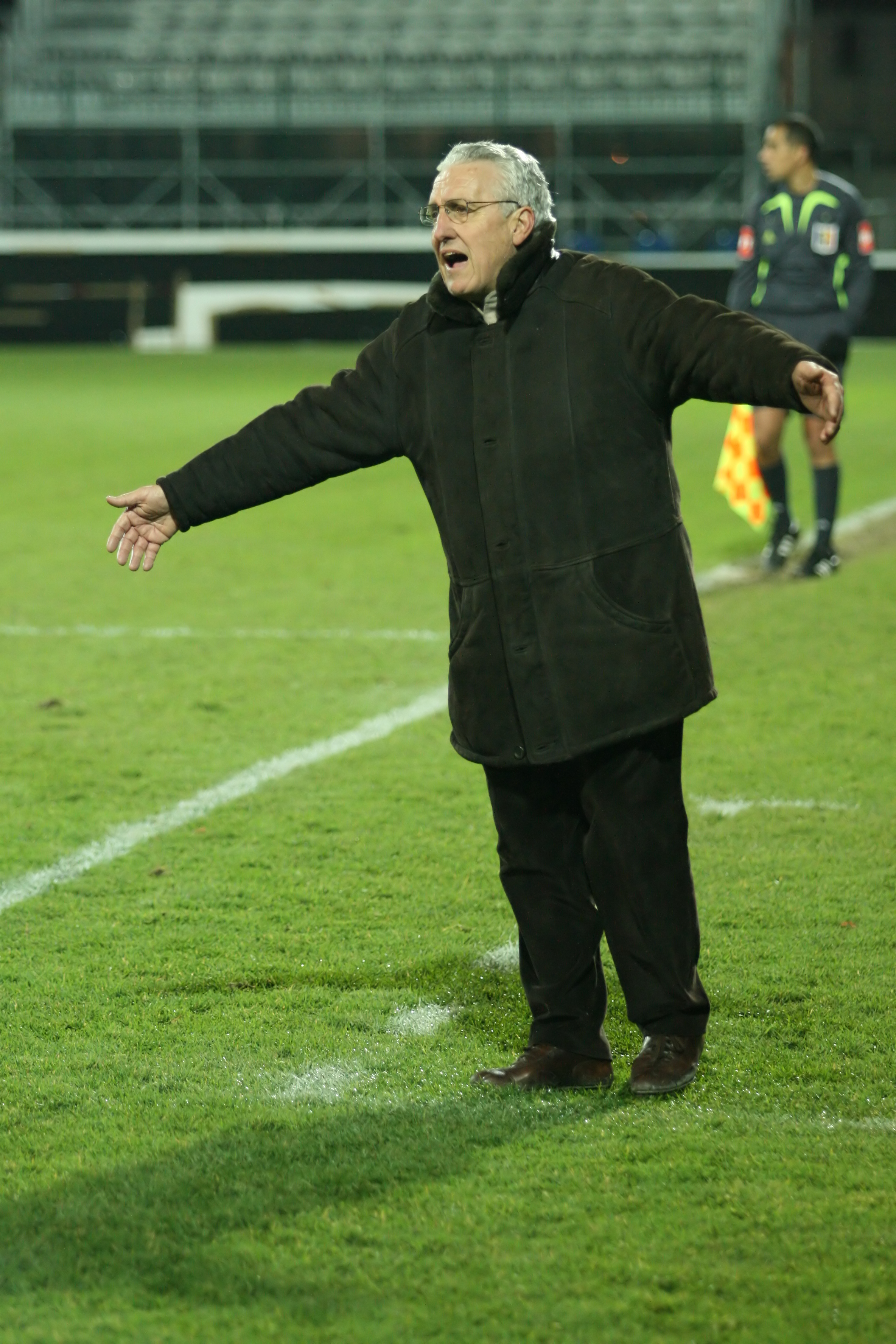
Nouzaret (ici en 2007) le fait venir à Saint-Etienne.

Grâce à Gérard Soler et Robert Nouzaret[pourquoi ?], Garcia rejoint l'AS Saint-Étienne qui évolue alors en deuxième division. Préparateur physique en 1998-1999, il occupe ensuite entre autres fonctions l'étude de la stratégie des adversaires ou l'élaboration et le visionnage du jeu des Verts.
Petit à petit, son rôle devient celui d'adjoint, qu'il remplit auprès de Robert Nouzaret à partir de juillet 2000, puis de John Toshack à l'automne suivant. Au cœur de l'hiver 2001, Saint-Étienne fait face à l'affaire des faux passeports et les résultats sur le terrain sont décevants. Le coach gallois Toshack quitte le Forez et l'adjoint Garcia prend le relais, épaulé par Jean-Guy Wallemme (entraîneur-joueur). Malgré cette situation délicate, le duo, comprenant Garcia sur le banc et Wallemme sur le terrain, débute en battant le PSG de Nicolas Anelka (1-0). Les Verts enchaînent ensuite six défaites, quatre nuls pour une seule victoire. Le binôme ne peut éviter la relégation en deuxième division, qui plus est avec sept points de pénalité (liés à l’affaire des faux passeports). Garcia n'est pas conservé à son poste en D2. En juin 2001, le duo est remplacé par Alain Michel.
L'avenir de Rudi Garcia est alors en suspens, les différentes fonctions que le club forézien souhaite lui confier ne lui conviennent pas et il est licencié à la mi-août 2001, alors que tous les clubs ont déjà trouvé leur entraîneur pour la saison 2001-2002.
Garcia reprend alors son activité de consultant et passe son diplôme d'entraîneur professionnel, ex-brevet d'État 3e degré.

#### Montée de niveau avec Dijon et Le Mans (2002-2008)
Au printemps 2002, Garcia est contacté par le Dijon FCO qui se maintient alors péniblement en National. Garcia signe un contrat le 21 mai 2002. Le début de saison 2002-2003 est mitigé : trois succès, trois nuls et trois revers au bout de neuf journées. La suite est meilleure avec une quatrième place finale de troisième division.
L'exercice 2003-2004 terminé en troisième position est synonyme de montée en Ligue 2. L’attaquant dijonnais Sébastien Heitzmann termine meilleur buteur. Le club bourguignon se hisse aussi en demi-finale de Coupe de France à Châteauroux, où il est défait 2-0.
Montés en deuxième division, Garcia et Dijon sont proches d'enchaîner une seconde promotion mais échouent à la quatrième place de Ligue 2 2004-2005, ex æquo avec deux autres équipes, néanmoins à onze points du troisième et dernier promu et à seulement deux points du neuvième. Éliminée dès son entrée en lice au septième tour en Coupe de France, l'équipe passe trois tours en Coupe de la Ligue, et atteint les huitièmes de finale.
La saison 2005-2006 est du même type avec une cinquième place en Championnat, à six points de la montée, mais réussit cinq tours en Coupe de France (huitième de finale) et deux en Coupe de la Ligue (seizième de finale).
En 2006-2007, les résultats sont en baisse avec une huitième place définitive en Ligue 2 (septième ex æquo), à seize points de la promotion et quatorze de la relégation. En Coupe de France, le Dijon FCO de Garcia est sorti par une équipe de National dès son entrée au septième tour tandis qu'il passe trois tours en Coupe de la Ligue.
Rudi Garcia redécouvre la Ligue 1 à l'été 2007 en rejoignant Le Mans Union Club 72 , dont l'objectif est le maintien. Le début de compétition du MUC72 est idéal avec trois victoires et un nul en quatre journées. Cinquièmes à mi-Championnat avec des joueurs comme Daisuke Matsui, Stéphane Sessègnon, Gervinho, Grafite, Tulio De Melo, Garcia et son équipe au style offensif terminent finalement au neuvième rang. Les Manceaux sont aussi demi-finalistes de la Coupe de la Ligue.

#### Retour et consécration avec Lille (2008-2013)
Le 18 juin 2008, Garcia rompt son contrat avec Le Mans pour s'engager avec Lille où il succède à Claude Puel. Lors des trois premières journées de Ligue 1, le LOSC ne prend qu'un point avec seulement deux buts inscrits. Les Lillois restent ensuite invaincus lors des dix matches qui suivent et se qualifient pour la nouvelle Ligue Europa.
Le 2 juin 2009, à la surprise générale, le club le limoge, alors qu'il venait de qualifier l'équipe en Ligue Europa, mais il entretenait de mauvaises relations avec le directeur général Xavier Thuilot. Le 18 juin 2009, la direction du club revient sur cette décision et se sépare en lieu et place de son dirigeant. Le président et actionnaire Michel Seydoux, propose alors à Rudi Garcia de revenir entraîner Lille, ce qu'il accepte. Pour sa deuxième saison sur le banc nordiste, l’entraîneur fait engager le joueur qu’il avait dirigé au Mans, Gervinho. Ce dernier inscrit dix-huit buts toutes compétitions confondues, et le club se classe quatrième du championnat 2009-2010. Aimé Jacquet déclare alors voir en lui l'un des meilleurs espoirs des bancs français.

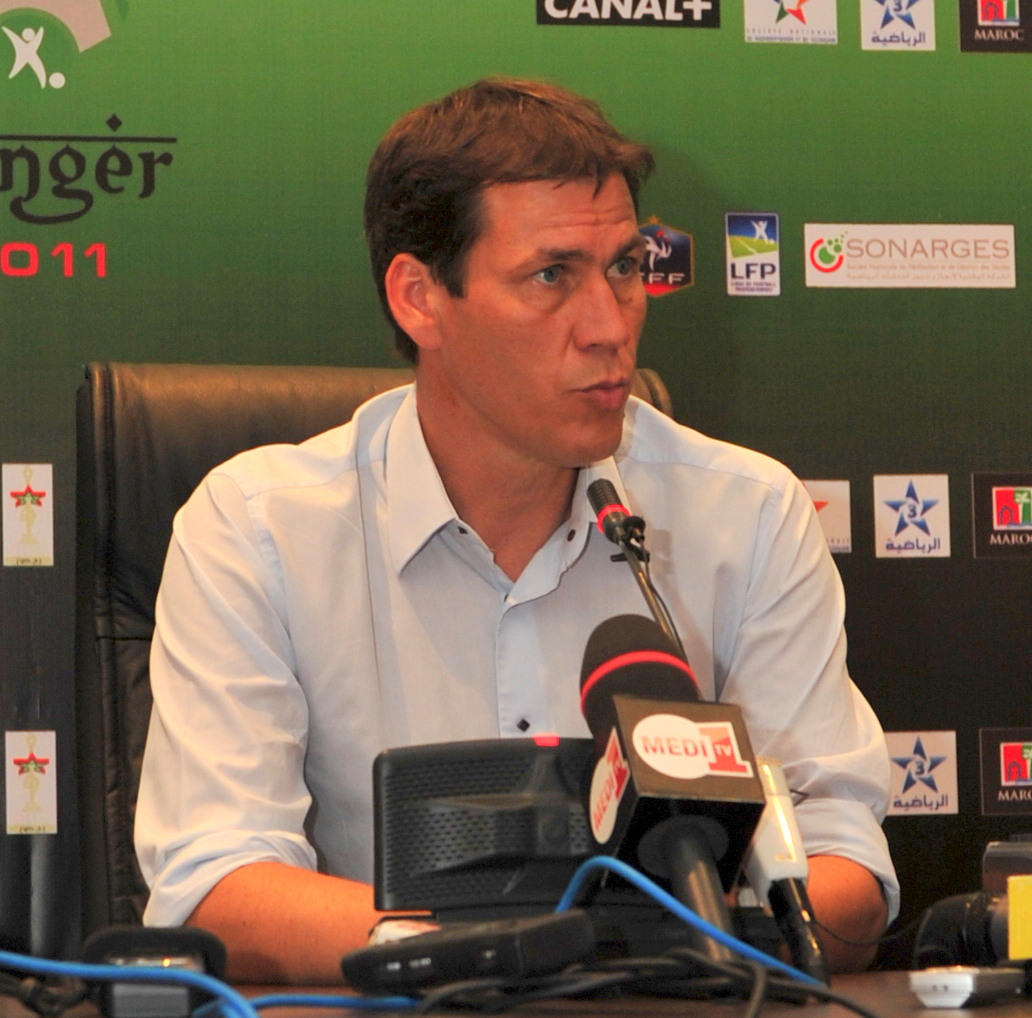
Rudi Garcia, entraîneur du LOSC lors du Trophée des champions en 2011.

En 2010-2011, il remporte son premier titre majeur en battant le Paris Saint-Germain en finale de la Coupe de France sur un score de 1-0. Le 21 mai 2011, au Parc des Princes, son club réalise un doublé historique en remportant le titre de champion de Ligue 1, après un match nul 2-2 contre ce même PSG. Il est élu meilleur entraîneur de la saison lors des Trophées UNFP du football. Il fait aussi partie des dix entraîneurs nommés au titre de meilleur entraîneur mondial de l'année 2011.
En 2011-2012, pour sa dernière saison au stadium de Villeneuve-d'Ascq, le club retrouve la Ligue des champions, mais perd le Trophée des champions 2011 contre l'OM, en menant 3-1 à la 72e minute mais s'inclinant 4-5 avant la fin du temps réglementaire. Le LOSC termine troisième de Ligue 1.
Pour sa cinquième et dernière année dans le Nord, Rudi Garcia entre dans la nouvelle enceinte (qui sera ensuite nommée stade Pierre-Mauroy) et participe de nouveau à la Ligue des champions. Après les nombreux départs de joueurs cadres d'année en année, le club perd Eden Hazard cette saison-là et régresse dans la hiérarchie du championnat (sixième). Le technicien décide alors d'arrêter sa collaboration avec le LOSC et de rejoindre la serie A.

#### AS Rome (2013-2016)

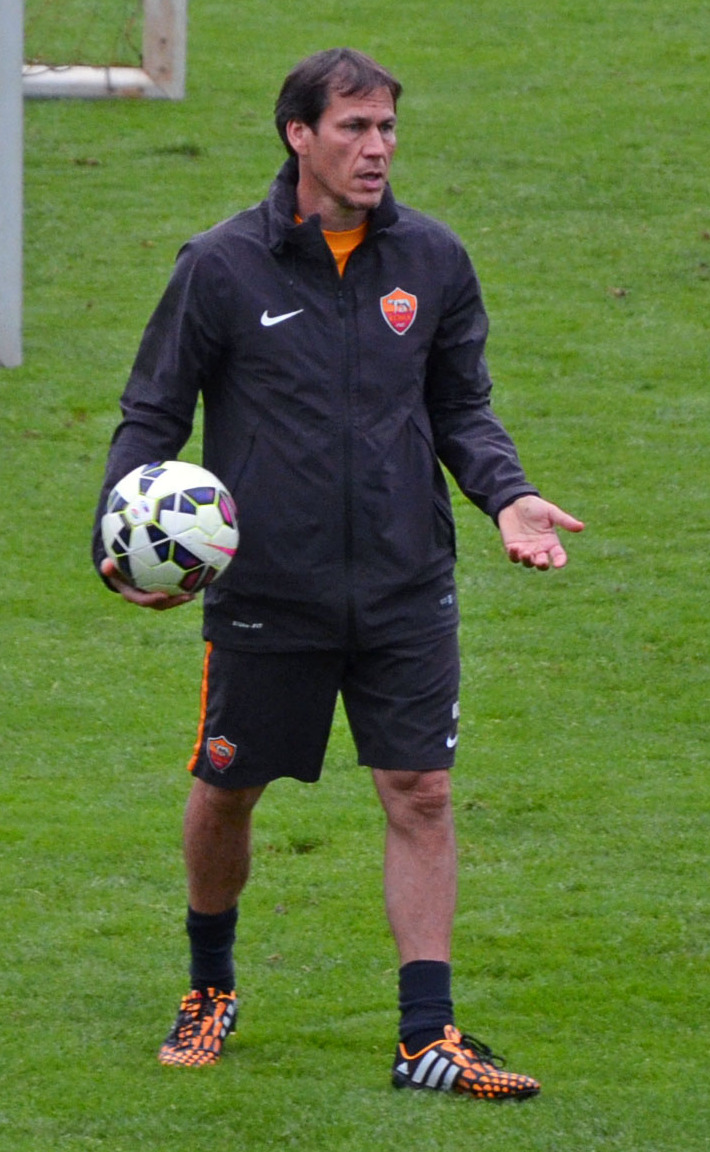
Garcia à l'entraînement avec l'AS Rome en 2014.

Le 12 juin 2013, Rudi Garcia est nommé entraîneur de l'AS Rome pour une durée de deux ans. Il y retrouve son protégé Gervinho, recruté à Arsenal, avec qui il a remporté le championnat de France en 2011.
Rudi Garcia réussit alors le meilleur début de saison de l'histoire de la Série A en remportant ses dix premiers matchs, mieux que les huit victoires de la Juventus de Giovanni Trapattoni et Michel Platini en 1985-1986. À cette occasion, il bat aussi un record européen détenu alors par le Real Madrid 1968-1969 et Chelsea de 2005-2006, et qui ne sera égalé qu'en 2015-2016 par le Bayern Munich. Le club de la Louve s'installe en tête du championnat qu'il n'a plus remporté depuis 2001. Le match nul concédé sur le terrain du Torino ne lui permet toutefois pas d'égaler Tottenham qui avait remporté ses onze premiers matchs en 1960. Mais l'AS Rome ne parvient pas à tenir ce rythme et finit par être distancée par la Juventus, qui comptera 17 points d'avance en fin de saison. C'est la première fois depuis 2009-2010 que l'équipe de la Louve atteint la deuxième place.
La saison suivante ressemble à la précédente. En effet, l'AS Rome arrive à rivaliser avec la Juventus jusqu'à la moitié de la saison. Cependant, la Roma ne tient pas le rythme et se retrouve distancée par la Juventus et lutte même pour la deuxième place, avec le voisin la Lazio Rome. Selon La Repubblica, il est sollicité lors de l'été 2015 par le Real Madrid pour remplacer Carlo Ancelotti mais décline la proposition. Le club espagnol se reporte alors sur Rafael Benítez.
Après un début d'exercice 2015-2016 d'un moins bon niveau que les précédents avec une élimination dès l'entrée en lice en Coupe d'Italie en huitième-de-finale mais toujours qualifié en Ligue des champions et à une place européenne en Serie A à la mi-saison, Garcia est démis de ses fonctions le 13 janvier 2016 et remplacé par Luciano Spalletti.
Le 17 mai 2016, TF1 l'annonce comme commentateur des matchs de l'Euro 2016. Il conserve ce poste de consultant aux côtés de Christian Jeanpierre pour le Mondial 2018.

#### Olympique de Marseille (2016-2019)
Le 20 octobre 2016, il devient entraîneur de l'Olympique de Marseille qui vient tout juste d'être racheté par Frank McCourt. Rudi Garcia avait failli rejoindre l'OM à la fin de l'année 2001, année durant laquelle le directeur sportif de l'OM Bernard Tapie cherchait un successeur à Tomislav Ivić sur le banc olympien. C'est finalement Albert Emon qui fut nommé entraîneur.
Il commence son parcours avec l'OM par un match nul et vierge lors du « classique » en déplacement au Paris Saint-Germain, mettant un terme à une série de dix défaites consécutives de l'OM face à son rival. Les Marseillais alternent ensuite le bon et le moins bon (deux victoires, deux nuls et deux défaites). Lors du mercato hivernal, le club se renforce avec le retour de Dimitri Payet et les signatures de Morgan Sanson et Patrice Évra. À l'issue de la saison 2016-2017, il termine cinquième avec l'OM et décroche une place en Ligue Europa.
Au début de la saison 2017-2018, le club peine à trouver un remplaçant à Bafétimbi Gomis et recrute Kóstas Mítroglou lors du dernier jour du mercato. Bien renforcé par Luiz Gustavo, l'OM lutte pour le podium jusqu'à la dernière journée mais termine finalement à la quatrième place du championnat. Au niveau européen, le club réalise un long parcours (dix-huit matchs) et atteint la finale à la suite de la qualification contre le Red Bull Salzbourg (3-2 a. p.). Lors de l'ultime marche, les hommes de Rudi Garcia s'inclinent face à l'Atlético de Madrid (0-3 à Lyon).
En 2018-2019, le technicien compte trois champions du monde dans son effectif avec Steve Mandanda, Adil Rami et Florian Thauvin. Durant le mercato estival 2018, Garcia fait venir à l'Olympique de Marseille un joueur qu'il a eu sous ses ordres à l'AS Rome, Kevin Strootman. Le 5 septembre 2018, il participe au 20e Forum des entraîneurs des clubs de l'élite de l'UEFA à Nyon en compagnie de ses homologues étrangers tels que Diego Simeone, José Mourinho, Carlo Ancelotti, Massimiliano Allegri ou encore Rafael Benitez. Ce forum aborde les thèmes relatifs aux aspects technico-tactiques du jeu et à son évolution, à l’harmonisation des périodes de transfert et aux questions d’arbitrage. Le 27 octobre 2018, il prolonge son contrat avec l'Olympique de Marseille jusqu'en 2021. L'OM termine cinquième de Ligue 1, première équipe non-qualifiée en Coupe d'Europe. Le 22 mai 2019, il annonce lors d'une conférence de presse son départ du club à l'issue de la saison 2018-2019.

#### Olympique lyonnais (2019-2021)
Le 14 octobre 2019, Rudi Garcia s'engage jusqu'au 30 juin 2021 avec l'Olympique lyonnais où il succède à Sylvinho. Il arrive à Lyon avec son adjoint Claude Fichaux. Garcia débute avec Lyon le 19 octobre par la réception de Dijon en Ligue 1 (0-0) avant d'aller à Benfica, le 23 octobre, en Ligue des champions (défaite 2-1). Les trois matchs suivants en ligue des champions se soldent par une victoire 3-1 contre Benfica, une défaite 2-0 face au Zénith Saint-Petersbourg et un match nul contre le RB Leipzig 2-2. En championnat, la crise mondiale du covid 19 met un terme à l'exercice 2019-2020; au moment de l'arrêt du championnat il reste dix journées à disputer mais l'OL est septième et termine donc à cette position non qualificative pour une coupe européenne.
Le 21 janvier 2020, Rudi Garcia et ses joueurs se qualifient pour la finale de la Coupe de la Ligue, échouant ensuite aux tirs au but contre le Paris Saint-Germain en finale de la compétition le 31 juillet 2020, à la suite de la reprise post-Covid.
L'OL élimine la Juventus Turin en huitième de finale de la Ligue des champions (après la victoire 1-0 à l'aller et la défaite 2-1 au retour, à l'extérieur) devenant le premier club français à réaliser cette prouesse. Le 15 août 2020, l'OL élimine Manchester City et se qualifie pour les demi-finales de la Ligue des champions.
Ces deux succès majeurs portent directement la trace du coach Garcia et de son travail sur l'équipe lyonnaise : du système de jeu en 3-5-2, à la revalorisation ou replacement réussi de joueurs comme Maxwel Cornet, Fernando Marçal ou Marcelo, puis l’essor de jeunes comme Maxence Caqueret, en passant par des choix tactiques forts comme la titularisation de Karl Toko-Ekambi à la place de Moussa Dembélé, puis surtout dans sa gestion du groupe, aussi bien avec le coaching pendant les matchs que dans l'état d'esprit de manière plus générale,.
Si son équipe est finalement battue par le Bayern Munich en demi-finale de la plus haute compétition européenne, le score de la rencontre (3-0) ne reflète pas la physionomie du match, où le système de jeu lyonnais parvient encore à gêner une grande équipe. Mais Lyon ne concrétise pas ses occasions de buts, et les stars du Bayern font parler leur aisance technique sur les trois buts allemands.
La saison suivante, Rudi Garcia et l'OL atteignent les quarts de finale de la coupe de France en battant l'AC Ajaccio, le FC Sochaux et le Red Star mais sont éliminés par l'AS Monaco. En championnat, le club est champion d'automne avant de glisser au classement à partir de l'année 2021. L'équipe termine finalement à la quatrième place derrière le champion Lillois, le PSG et l'ASM après une défaite 2-3 au Groupama Stadium lors de la dernière journée de championnat face à l'OGC Nice qui prive les lyonnais d'une qualification en Ligue des champions qui était à leur portée à la suite du match nul du RC Lens face à Monaco qui les précédait jusqu'alors d'un point au classement. Les lyonnais joueront donc la Ligue Europa et Rudi Garcia n'est pas parvenu en deux saisons à qualifier l'OL pour la C1. Le soir même, après plusieurs mois de spéculation qui allaient plutôt dans le sens d'un non renouvellement de contrat selon les paroles du président Jean-Michel Aulas, il déclare qu'il ne sera plus l'entraîneur de l'OL la saison suivante et qu'il n'est pas candidat à sa propre succession.
Le 24 mai 2021, lendemain de la défaite 2-3 contre l'OGC Nice, les dirigeants de l'Olympique Lyonnais mettent un terme au contrat de Rudi Garcia après un accord commun. À la suite de son départ l'entraîneur accorde une entrevue au quotidien sportif, l'Equipe, dans laquelle il se plaint de sa relation avec le directeur sportif, Juninho. Cette interview fait l'objet de critiques négatives du club et des supporters.

#### Al-Nassr Riyad (2022-2023)
En juillet 2022, il retrouve un poste d'entraineur en Arabie Saoudite en signant à Al-Nassr Riyad ; Cristiano Ronaldo rejoint l'équipe à la fin de l'année 2022. En avril 2023, le club met fin à sa collaboration avec Rudi Garcia, après des résultats jugés décevants.

#### SSC Naples (2023)
Le 15 juin 2023, il prend la succession de Luciano Spalletti au SSC Naples, champion d'Italie en titre, en signant un contrat de deux ans. Il fait ses débuts sur le banc napolitain le 19 août suivant, lors de la première journée du championnat de Serie A, pour s'imposer 3-1 à Frosinone. Néanmoins, des résultats en dent de scie et des performances jugées moyennes poussent le président napolitain Aurelio de Laurentiis à le limoger le 14 novembre après seulement 16 matches (12 de Serie A, 4 de Ligue des Champions), au lendemain d'une défaite à domicilie face à Empoli.

#### Belgique (2025)
Le 24 janvier 2025, il est nommé entraîneur de l'équipe de Belgique. C'est la première fois de sa carrière qu'il prend la tête d'une sélection nationale.

## Style de jeu: 4-3-3 offensif

Le 4-3-3 mis en place par Rudi Garcia.

Rudi Garcia ne jure, ou presque, que par le 4-3-3 et un jeu résolument offensif. Au Lille OSC, Garcia évolue avec le trio Rio Mavuba-Yohan Cabaye-Florent Balmont au milieu et Eden Hazard-Gervinho avec Moussa Sow en finisseur à l'avant.
En débarquant à la Roma en 2013, Garcia garde son schéma préférentiel et son animation résolument portée vers l’offensive. Il a à disposition des milieux tels que Miralem Pjanić, Daniele De Rossi, Radja Nainggolan ou encore Adem Ljajić, et Gervinho, qui l’a suivi dans la capitale italienne, ou encore Michel Bastos et surtout Francesco Totti en attaque. Ce 4-3-3 évolue ponctuellement en 4-2-3-1, lorsque Pjanic monte d’un cran comme meneur de jeu, mais sans modifier l’animation voulue. Si son système lui vaut de nombreuses réussites, il cause quelques critiques de la presse italienne dès lors que les résultats romains déclinent lors de sa troisième saison. Garcia apparaît par instants comme un tacticien trop enfermé dans son schéma.
Lors de sa signature à l'Olympique lyonnais en 2019, Garcia déclare : « J'ai toujours pensé qu'en jouant bien, on avait plus de chances de gagner beaucoup de matchs, plutôt qu'en se concentrant uniquement sur le résultat ».

## Statistiques

### Statistiques de joueur
| Saison                | Club                  | Championnat           | Championnat | Championnat | Coupe(s) nationale(s) | Coupe(s) nationale(s) | Total | Total |
| Saison                | Club                  | Division              | M.          | B.          | M.                    | B.                    | M.    | B.    |
| 1983-1984             | LOSC Lille            | Division 1            | 3           | 0           | -                     | -                     | 3     | 0     |
| 1984-1985             | LOSC Lille            | Division 1            | 11          | 1           | 3                     | 0                     | 14    | 1     |
| 1985-1986             | LOSC Lille            | Division 1            | 20          | 2           | 3                     | 0                     | 23    | 2     |
| 1986-1987             | LOSC Lille            | Division 1            | 23          | 1           | 3                     | 1                     | 26    | 2     |
| 1987-1988             | LOSC Lille            | Division 1            | 14          | 0           | 1                     | 0                     | 15    | 0     |
| Sous-total            | Sous-total            | Sous-total            | 71          | 4           | 10                    | 1                     | 81    | 5     |
| 1988-1989             | SM Caen               | Division 1            | 14          | 1           | 3                     | 1                     | 17    | 2     |
| 1989-1990             | SM Caen               | Division 1            | 28          | 0           | -                     | -                     | 28    | 0     |
| 1990-1991             | SM Caen               | Division 1            | 15          | 0           | -                     | -                     | 15    | 0     |
| Sous-total            | Sous-total            | Sous-total            | 57          | 1           | 3                     | 1                     | 60    | 2     |
| 1991-1992             | FC Martigues          | Division 2            | 13          | 0           | -                     | -                     | 13    | 0     |
| Sous-total            | Sous-total            | Sous-total            | 13          | 0           | -                     | -                     | 13    | 0     |
| Total sur la carrière | Total sur la carrière | Total sur la carrière | 141         | 5           | 13                    | 2                     | 154   | 7     |

### Entraîneur
Au jour du 14 novembre 2023.
| AS Saint-Étienne       | janvier 2001     | juin 2001        | 17  | 5   | 4   | 8   | 29,41 |
| Dijon FCO              | 1er juillet 2002 | 30 juin 2007     | 214 | 93  | 61  | 60  | 43,46 |
| Le Mans UC 72          | 1er juillet 2007 | 30 juin 2008     | 44  | 18  | 11  | 15  | 40,91 |
| LOSC Lille             | 1er juillet 2008 | 12 juin 2013     | 256 | 129 | 67  | 60  | 50,39 |
| AS Rome                | 12 juin 2013     | 13 janvier 2016  | 118 | 61  | 34  | 23  | 51,69 |
| Olympique de Marseille | 20 octobre 2016  | 2 juin 2019      | 142 | 69  | 31  | 42  | 48,59 |
| Olympique lyonnais     | 14 octobre 2019  | 24 mai 2021      | 78  | 44  | 15  | 19  | 56,41 |
| Al-Nassr FC            | 1er juillet 2022 | 13 avril 2023    | 26  | 18  | 5   | 3   | 69,23 |
| SSC Naples             | 1er juillet 2023 | 14 novembre 2023 | 16  | 8   | 4   | 4   | 50%   |
| Belgique               | 24 janvier 2025  |                  | 0   | 0   | 0   | 0   |       |
| Total                  | Total            | Total            | 911 | 445 | 232 | 234 | 49%   |

| Statistiques par saison d'entraîneur de Rudi Garcia | Statistiques par saison d'entraîneur de Rudi Garcia | Statistiques par saison d'entraîneur de Rudi Garcia | Statistiques par saison d'entraîneur de Rudi Garcia | Statistiques par saison d'entraîneur de Rudi Garcia | Statistiques par saison d'entraîneur de Rudi Garcia | Statistiques par saison d'entraîneur de Rudi Garcia | Statistiques par saison d'entraîneur de Rudi Garcia | Statistiques par saison d'entraîneur de Rudi Garcia | Statistiques par saison d'entraîneur de Rudi Garcia | Statistiques par saison d'entraîneur de Rudi Garcia | Statistiques par saison d'entraîneur de Rudi Garcia | Statistiques par saison d'entraîneur de Rudi Garcia | Statistiques par saison d'entraîneur de Rudi Garcia | Statistiques par saison d'entraîneur de Rudi Garcia | Statistiques par saison d'entraîneur de Rudi Garcia |
| Saison                                              | Club                                                | Championnat                                         | Championnat                                         | Championnat                                         | Championnat                                         | Coupe nationale                                     | Coupe nationale                                     | Coupe de la Ligue                                   | Coupe de la Ligue                                   | Coupe d'Europe                                      | Coupe d'Europe                                      | Coupe d'Europe                                      | Supercoupe                                          | Total                                               | Total                                               |
| Saison                                              | Club                                                | Division                                            | Place                                               | M                                                   | %v                                                  | M                                                   | tour                                                | M                                                   | tour                                                | N                                                   | M                                                   | tour                                                | Supercoupe                                          | M                                                   | %v                                                  |
| --------------------------------------------------- | --------------------------------------------------- | --------------------------------------------------- | --------------------------------------------------- | --------------------------------------------------- | --------------------------------------------------- | --------------------------------------------------- | --------------------------------------------------- | --------------------------------------------------- | --------------------------------------------------- | --------------------------------------------------- | --------------------------------------------------- | --------------------------------------------------- | --------------------------------------------------- | --------------------------------------------------- | --------------------------------------------------- |
| 1994-1995                                           | AS Corbeil-Essonnes                                 | DH                                                  |                                                     |                                                     |                                                     |                                                     |                                                     | -                                                   | -                                                   | -                                                   | -                                                   | -                                                   | -                                                   |                                                     |                                                     |
| 1995-1996                                           | AS Corbeil-Essonnes                                 | DH                                                  |                                                     |                                                     |                                                     |                                                     |                                                     | -                                                   | -                                                   | -                                                   | -                                                   | -                                                   | -                                                   |                                                     |                                                     |
| 1996-1997                                           | AS Corbeil-Essonnes                                 | DH                                                  |                                                     |                                                     |                                                     |                                                     |                                                     | -                                                   | -                                                   | -                                                   | -                                                   | -                                                   | -                                                   |                                                     |                                                     |
| 1997-1998                                           | AS Corbeil-Essonnes                                 | CFA 2                                               |                                                     |                                                     |                                                     |                                                     |                                                     | -                                                   | -                                                   | -                                                   | -                                                   | -                                                   | -                                                   |                                                     |                                                     |
| Sous-total AS Corbeil-Essonnes                      | Sous-total AS Corbeil-Essonnes                      | Sous-total AS Corbeil-Essonnes                      | Sous-total AS Corbeil-Essonnes                      | ?                                                   | ?                                                   | ?                                                   | -                                                   | 0                                                   | -                                                   | -                                                   | 0                                                   | -                                                   | -                                                   | ?                                                   | ?                                                   |
| 2000-2001                                           | AS Saint-Étienne                                    | D1                                                  | 17e                                                 | 12                                                  | 17%                                                 | 2                                                   | 1/16 f                                              | 3                                                   | 1/4 f                                               | -                                                   | -                                                   | -                                                   | -                                                   | 17                                                  | 29%                                                 |
| 2002-2003                                           | Dijon FCO                                           | National                                            | 4e                                                  | 38                                                  | 45%                                                 | 6                                                   | 16e de finale                                       | -                                                   | -                                                   | -                                                   | -                                                   | -                                                   | -                                                   | 44                                                  | 64%                                                 |
| 2003-2004                                           | Dijon FCO                                           | National                                            | 3e                                                  | 38                                                  | 50%                                                 | 7                                                   | Demi-finales                                        | -                                                   | -                                                   | -                                                   | -                                                   | -                                                   | -                                                   | 45                                                  | 62%                                                 |
| 2004-2005                                           | Dijon FCO                                           | Ligue 2                                             | 4e                                                  | 38                                                  | 37%                                                 | 1                                                   | 7e tour                                             | 3                                                   | 8e de finale                                        | -                                                   | -                                                   | -                                                   | -                                                   | 42                                                  | 52%                                                 |
| 2005-2006                                           | Dijon FCO                                           | Ligue 2                                             | 5e                                                  | 38                                                  | 42%                                                 | 5                                                   | 8e de finale                                        | 2                                                   | 16e de finale                                       | -                                                   | -                                                   | -                                                   | -                                                   | 45                                                  | 57%                                                 |
| 2006-2007                                           | Dijon FCO                                           | Ligue 2                                             | 8e                                                  | 38                                                  | 37%                                                 | 1                                                   | 7e tour                                             | 3                                                   | 8e de finale                                        | -                                                   | -                                                   | -                                                   | -                                                   | 42                                                  | 44%                                                 |
| Sous-total Dijon FCO                                | Sous-total Dijon FCO                                | Sous-total Dijon FCO                                | Sous-total Dijon FCO                                | 190                                                 | 42%                                                 | 20                                                  | -                                                   | 8                                                   | -                                                   | -                                                   | 0                                                   | -                                                   | -                                                   | 218                                                 | 56%                                                 |
| 2007-2008                                           | Le Mans UC 72                                       | Ligue 1                                             | 9e                                                  | 38                                                  | 37%                                                 | 2                                                   | 1/16 f                                              | 4                                                   | 1/2 f                                               | -                                                   | -                                                   | -                                                   | -                                                   | 44                                                  | 41%                                                 |
| 2008-2009                                           | Lille OSC                                           | Ligue 1                                             | 5e                                                  | 38                                                  | 45%                                                 | 4                                                   | 1/4                                                 | 1                                                   | 1/16                                                | -                                                   | -                                                   | -                                                   | -                                                   | 43                                                  |                                                     |
| 2009-2010                                           | Lille OSC                                           | Ligue 1                                             | 4e                                                  | 38                                                  | 55%                                                 | 1                                                   | 1/32                                                | 2                                                   | 1/4                                                 | C3                                                  | 14                                                  | 1/8                                                 | -                                                   | 55                                                  |                                                     |
| 2010-2011                                           | Lille OSC                                           | Ligue 1                                             | 1er                                                 | 38                                                  | 55%                                                 | 6                                                   | Vainqueur                                           | 2                                                   | 1/4                                                 | C3                                                  | 10                                                  | 1/16                                                | -                                                   | 56                                                  |                                                     |
| 2011-2012                                           | Lille OSC                                           | Ligue 1                                             | 3e                                                  | 38                                                  | 55%                                                 | 3                                                   | 1/4                                                 | 2                                                   | 1/4                                                 | C1                                                  | 6                                                   | Groupes                                             | Finaliste                                           | 50                                                  |                                                     |
| 2012-2013                                           | Lille OSC                                           | Ligue 1                                             | 6e                                                  | 38                                                  | 42%                                                 | 3                                                   | 1/8                                                 | 3                                                   | 1/2                                                 | C1                                                  | 8                                                   | Groupes                                             | -                                                   | 52                                                  |                                                     |
| Sous-total Lille OSC                                | Sous-total Lille OSC                                | Sous-total Lille OSC                                | Sous-total Lille OSC                                | 190                                                 | 50%                                                 | 17                                                  | -                                                   | 10                                                  | -                                                   | -                                                   | 38                                                  | -                                                   | 1                                                   | 256                                                 |                                                     |
| 2013-2014                                           | AS Rome                                             | Serie A                                             | 2e                                                  | 38                                                  | 68%                                                 | 4                                                   | Demi-finale                                         | -                                                   | -                                                   | -                                                   | -                                                   | -                                                   | -                                                   | 42                                                  |                                                     |
| 2014-2015                                           | AS Rome                                             | Serie A                                             | 2e                                                  | 38                                                  | 50%                                                 | 2                                                   | Quart de f.                                         | -                                                   | -                                                   | C1 + C3                                             | 6 + 4                                               | 8e de finale                                        | -                                                   | 50                                                  |                                                     |
| 2015-2016                                           | AS Rome                                             | Serie A                                             |                                                     |                                                     |                                                     |                                                     | 8e de finale                                        | -                                                   | -                                                   | C1                                                  | 6                                                   | Qualifié en 8e                                      | -                                                   | 47                                                  |                                                     |
| Sous-total AS Rome                                  | Sous-total AS Rome                                  | Sous-total AS Rome                                  | Sous-total AS Rome                                  | 114                                                 |                                                     | 7                                                   | -                                                   | -                                                   | -                                                   | -                                                   | 18                                                  | -                                                   | -                                                   | 139                                                 |                                                     |
| 2016-2017                                           | Olympique de Marseille                              | Ligue 1                                             | 5e                                                  | 29                                                  | 62%                                                 | 3                                                   | 8e de finale                                        | 2                                                   | 8e de finale                                        | -                                                   | -                                                   | -                                                   | -                                                   | 34                                                  |                                                     |
| 2017-2018                                           | Olympique de Marseille                              | Ligue 1                                             | 4e                                                  | 38                                                  | 58%                                                 | 4                                                   | Quart de finale                                     | 1                                                   | 8e de finale                                        | C3                                                  | 19                                                  | Finale                                              | -                                                   | 62                                                  |                                                     |
| 2018-2019                                           | Olympique de Marseille                              | Ligue 1                                             | 5e                                                  | 38                                                  | 47%                                                 | 1                                                   | 32e de finale                                       | 1                                                   | 8e de finale                                        | C3                                                  | 6                                                   | Groupes                                             | -                                                   | 46                                                  |                                                     |
| Sous-total Olympique de Marseille                   | Sous-total Olympique de Marseille                   | Sous-total Olympique de Marseille                   | Sous-total Olympique de Marseille                   | 105                                                 |                                                     | 8                                                   | -                                                   | 4                                                   | -                                                   | -                                                   | 25                                                  | -                                                   | -                                                   | 142                                                 |                                                     |
| 2019-2020                                           | Olympique lyonnais                                  | Ligue 1                                             | 7e                                                  | 19                                                  | 47%                                                 | 5                                                   | Demi-finale                                         | 4                                                   | Finaliste                                           | C1                                                  | 8                                                   | Demi-finale                                         | -                                                   | 36                                                  | 53%                                                 |
| 2020-2021                                           | Olympique lyonnais                                  | Ligue 1                                             | 4e                                                  | 38                                                  | 58%                                                 | 4                                                   | Quart de finale                                     | -                                                   | -                                                   | -                                                   | -                                                   | -                                                   | -                                                   | 42                                                  | 60%                                                 |
| Sous-total Olympique lyonnais                       | Sous-total Olympique lyonnais                       | Sous-total Olympique lyonnais                       | Sous-total Olympique lyonnais                       | 57                                                  | 54%                                                 | 9                                                   | -                                                   | 4                                                   | -                                                   | -                                                   |                                                     | -                                                   | -                                                   | 78                                                  | 56%                                                 |
| 2022-2023                                           | Al-Nassr FC                                         | Saudi Premier League                                | 1er                                                 | 14                                                  | 71%                                                 | 1                                                   | Huitièmes de finale                                 | -                                                   | -                                                   | -                                                   | -                                                   | -                                                   | -                                                   | 15                                                  | 73%                                                 |
| Total sur la carrière                               | Total sur la carrière                               | Total sur la carrière                               | Total sur la carrière                               |                                                     |                                                     |                                                     | -                                                   | 29                                                  | -                                                   | -                                                   | 81                                                  | -                                                   | 1                                                   |                                                     |                                                     |

## Palmarès

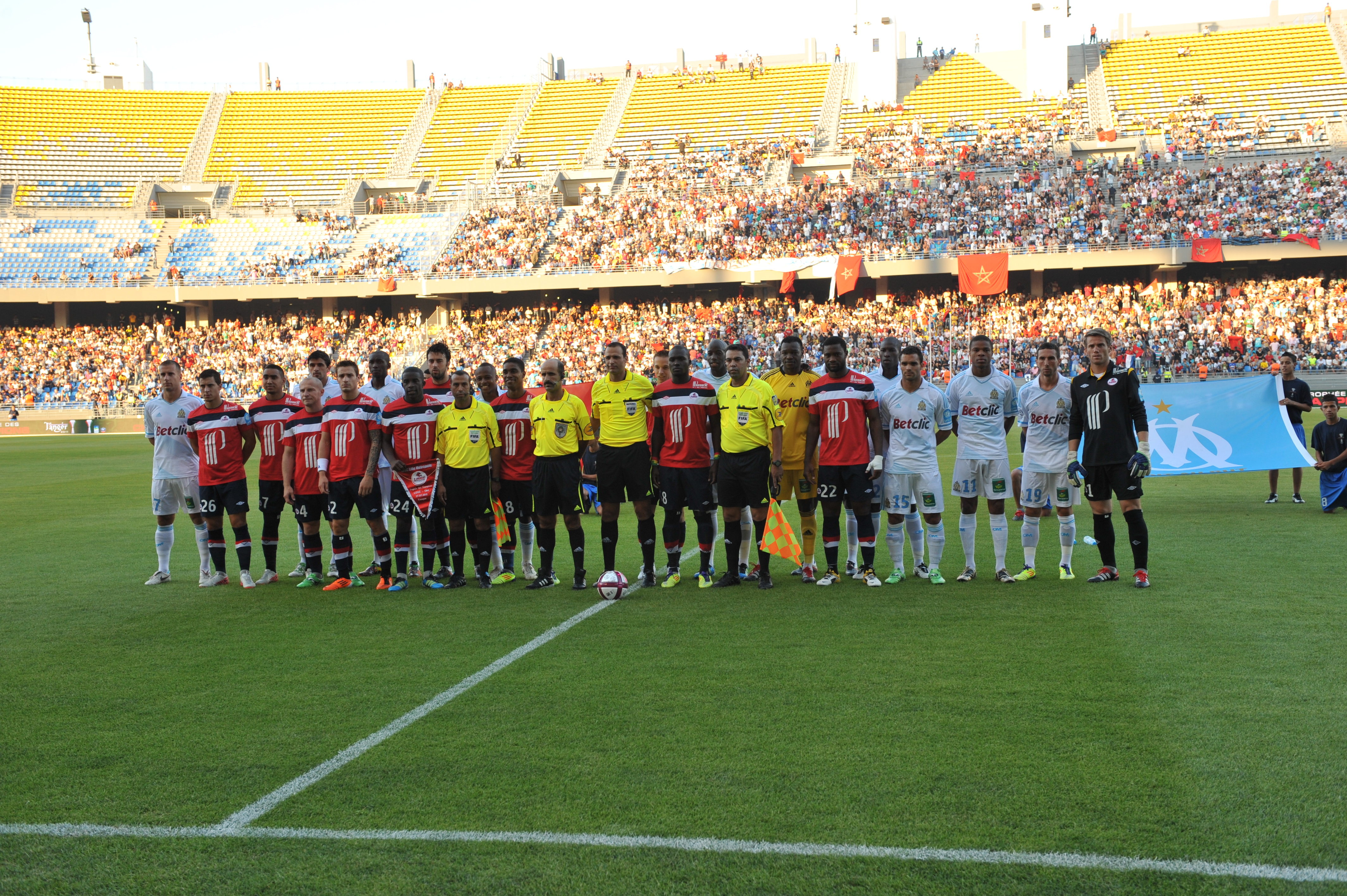
OM-LOSC au Trophée des champions 2011.

Le palmarès de Rudi Garcia en tant que joueur est vierge.
Dans le rôle d'entraîneur, Garcia fait d'abord monter l'AS Corbeil-Essonnes en CFA 2 en 1997, puis le Dijon FCO en Ligue 2 en 2004. Il se fait ensuite remarquer au plus haut niveau français en qualifiant le Lille OSC en Coupe d'Europe chaque année à partir de 2009, avant de réaliser le doublé coupe-championnat en 2011, mais perd en Trophée des champions. Parti à l'AS Rome, Rudi et son équipe réalisent le meilleur début de saison de l'histoire de la Serie A mais il termine vice-champion deux années consécutives. Avec l'Olympique de Marseille, il se qualifie pour la finale de la Ligue Europa en 2018 mais perd face à l'Atlético Madrid (0-3). Il est finaliste de la Coupe de la Ligue 2019-2020 avec l'Olympique lyonnais.
Il remporte le Trophée UNFP du meilleur entraîneur de Ligue 1 en 2011 et est élu meilleur entraîneur français de l'année par le magazine France Football à trois reprises en 2011, 2013 et 2014. Il est de nouveau nommé aux trophées UNFP des meilleurs entraîneurs de Ligue 1 pour la saison 2017-2018, remporté par Unai Emery.
| Compétitions continentales | Compétitions nationales | Récompenses individuelles |
| --- | --- | --- |
| - Ligue des champions - Demi-finaliste : 2020 avec l’Olympique Lyonnais - Ligue Europa - Finaliste : 2018 avec l'Olympique de Marseille | - Championnat d'Italie - Vice-champion : 2014 et 2015 avec AS Rome. - Championnat de France (1) - Champion : 2011 avec LOSC Lille. - Coupe de France (1) - Vainqueur : 2011 avec LOSC Lille. - Championnat d'Arabie saoudite - Vice-champion : 2023 avec Al-Nassr Football Club. - Coupe de la Ligue française - Finaliste : 2020 avec l'Olympique lyonnais. - Trophée des champions - Finaliste : 2011 avec LOSC Lille. | - Trophée UNFP du meilleur entraîneur (1) - Vainqueur : 2011 - Nommé : 2018 - Meilleur entraîneur français de l'année FF (3) - Vainqueur : 2011, 2013 et 2014 |

## Vie privée
Il est divorcé de Véronique avec qui il a eu trois filles Léna, Carla et Eva.
Le 18 septembre 2014 sur Twitter il officialise sa relation amoureuse avec Francesca Brienza, animatrice de AS Roma TV et ex-reine de beauté.

## Publication
- Rudi Garcia et Denis Chaumier, Tous les chemins mènent à Rome : autobiographie, Paris, éditions Hugo Sport, 13 février 2014, 208 p. (ISBN 978-2-7556-1300-1).